# A Morgadinha dos Canaviais (minissérie)
A Morgadinha dos Canaviais (minissérie) é uma adaptação televisiva do romance homónimo (A Morgadinha dos Canaviais) de Júlio Dinis, produzida pela RTP em 1989. Com adaptação e realização de Ferrão Katzestein, a minissérie conta com as participações de São José Lapa ,Virgílio Castelo, Eunice Muñoz, Curado Ribeiro, Natália Luísa, Antonino Solmer e Luís Pinhão nos papéis principais.

## Sinopse
Lírico e bucólico é o amor descrito no romance de Júlio Dinis, aqui adaptado para televisão
A série apresenta um grande contraste entre dois mundos e evidencia a vida do campo em contraste com a da cidade.
De um lado, o mundo puro, feliz, progressista, representado pelo campo, do outro, o mundo dos ociosos, corruptos, desequilibrados, representado pela cidade. O contágio entre esses dois mundos é o eixo principal do desenvolvimento da ação do romance. Mais uma vez Júlio Dinis defende a tese de que a verdadeira felicidade só existe na vida simples do campo. E para demonstrá-lo serve-se de Henriques de Souselas, uma das personagens centrais do romance, que vivendo na cidade, resolve ir para o campo,para a região do Minho, onde encontra tranquilidade e paz de espírito. 

## Televisão
A Minissérie passou na RTP1 nos final dos anos 80. A série atualmente pertence na RTP Memória desde a sua fundação em 2004.

## Elenco
- Madalena - São José Lapa